# Sesamia poebora
Sesamia poebora là một loài bướm đêm trong họ Noctuidae.